# HNX-Index
HNX-Index là một chỉ số thị trường chứng khoán của Việt Nam bao gồm một số mã chứng khoán được giao dịch tại Sở Giao dịch Chứng khoán Hà Nội. Trước đây, khi Sở Giao dịch chứng khoán Hà Nội còn được gọi là Trung tâm Giao dịch chứng khoán Hà Nội (HASTC) thì chỉ số này được gọi là HASTC-Index.

## Phương pháp tính
HNX-Index được Ủy ban Chứng khoán Nhà nước tính toán theo phương pháp chỉ số Passche.

### Rổ đại diện
Cho đến giữa tháng 10/2009, rổ đại diện để tính HNX-Index bao gồm tất cả các cổ phiếu được niêm yết trên Sở giao dịch chứng khoán Hà Nội.

## Biến động
- Trong năm 2011, HNX-Index giảm mạnh thứ 3 thế giới, giảm đến 48,6% và đứng tại 58,74 điểm vào ngày 30 tháng 12 năm 2011, mức giảm này chỉ đứng sau chỉ số chứng khoán của Hy Lạp và Cộng hòa Síp.[1]